# Heteropsylla spinulosa
Heteropsylla spinulosa är en insektsart som beskrevs av Muddiman, Hodkinson och Jennifer L. Hollis 1992. Heteropsylla spinulosa ingår i släktet Heteropsylla och familjen rundbladloppor. Inga underarter finns listade i Catalogue of Life.